# Mount Lisicky
Mount Lisicky ist ein 2120 m hoher Berg im ostantarktischen Viktorialand. In der Royal Society Range ragt er 11 km nordwestlich des Mount Cocks auf.
Der United States Geological Survey kartierte ihn anhand eigener Vermessungen und Luftaufnahmen der United States Navy. Das Advisory Committee on Antarctic Names benannte ihn 1963 nach Joseph F. Lisicky (1917–1994) vom United States Marine Corps, Wartungsoffizier bei der Operation Deep Freeze des Jahres 1960, der darüber hinaus in mehreren antarktischen Sommerkampagnen auf der McMurdo-Station tätig war.